# Прапор Мехелена
Прапор Мехелена був офіційно затверджений муніципальною радою 25 листопада 1985 року як муніципальний прапор муніципалітету Мехелен в провінції Антверпен. 7 жовтня 1986 року він був підтверджений урядом Фландрії та остаточно опублікований 3 грудня 1987 року в офіційному бельгійському державному віснику.

Офіційно прапор описується так: 
Сім однакових довгих смуг жовтого і червоного кольорів, з жовтим щитом із чорним орлом посередині.
Прапор повністю заснований на муніципальному гербі і тому виглядає абсолютно однаково.

Герб Мехелена
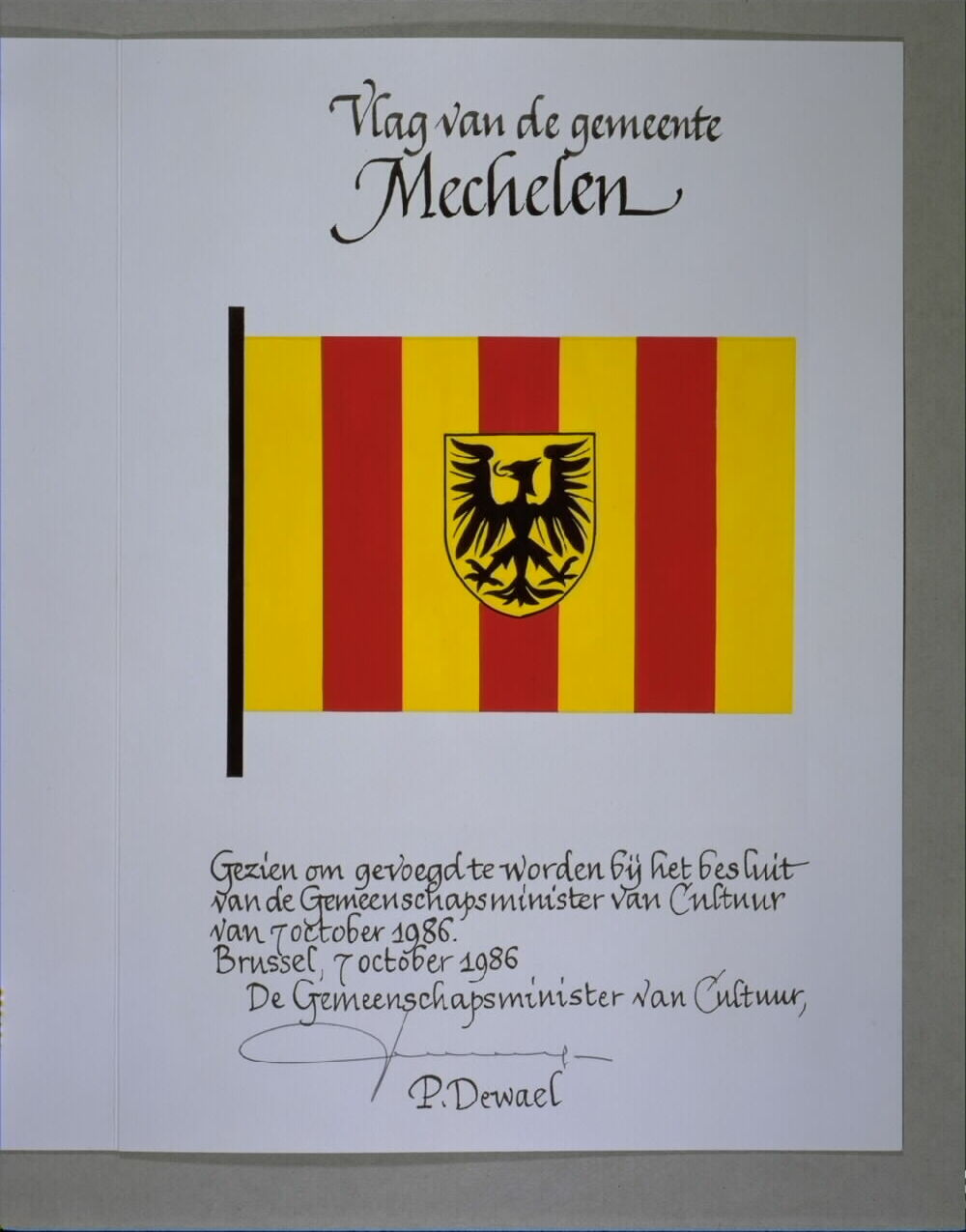
Дизайн прапора, намальований Патріком Девалем
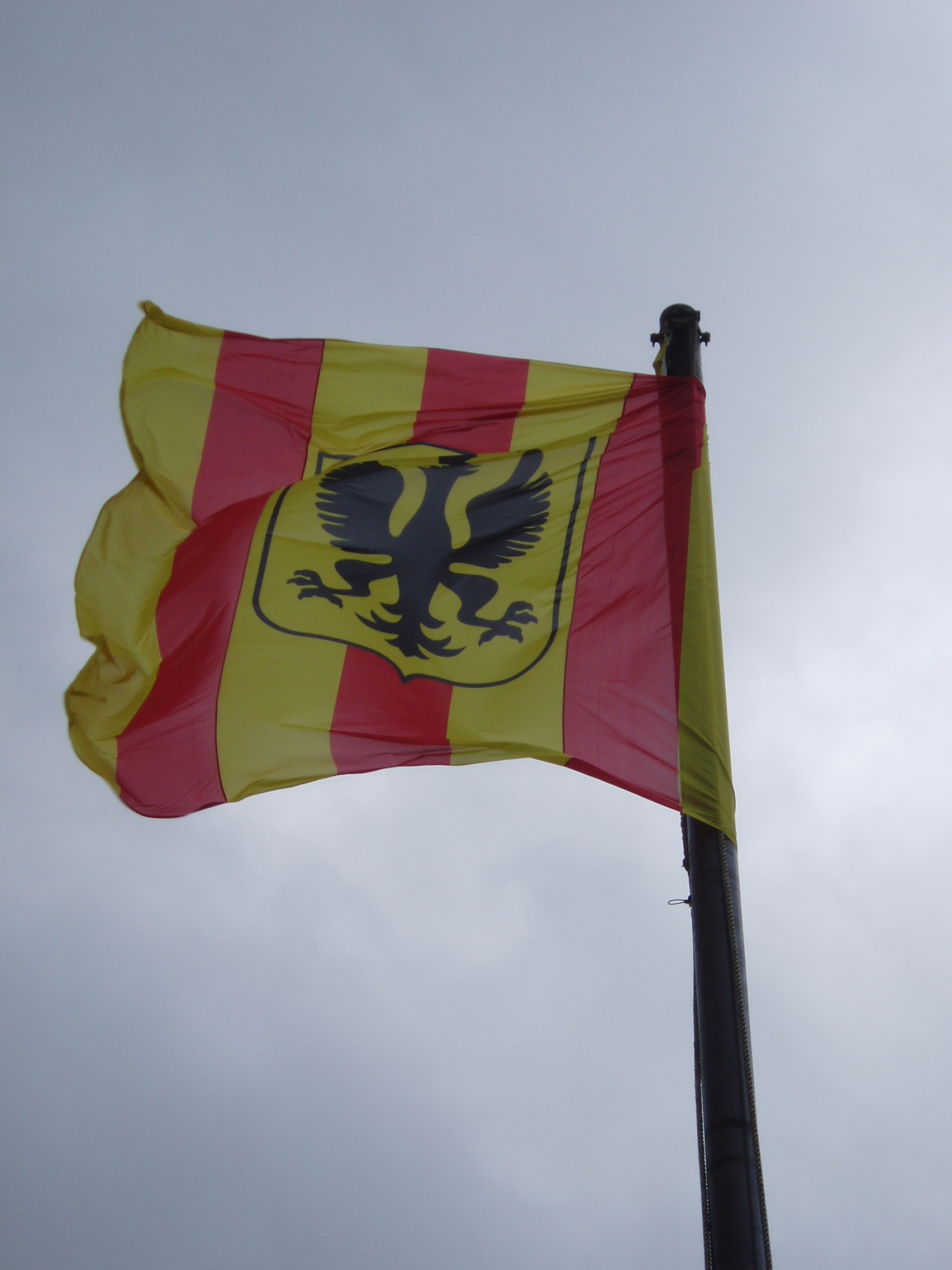
Прапор майорить на даху Собора Святого Румбольда.